# Phyllis Bottome
 (janvier 2022).
La mise en forme du texte ne suit pas les recommandations de Wikipédia : il faut le « wikifier ».
Les points d'amélioration suivants sont les cas les plus fréquents. Le détail des points à revoir est peut-être précisé sur la page de discussion.
- Les titres sont pré-formatés par le logiciel. Ils ne sont ni en capitales, ni en gras.
- Le texte ne doit pas être écrit en capitales (les noms de famille non plus), ni en gras, ni en italique, ni en « petit »…
- Le gras n'est utilisé que pour surligner le titre de l'article dans l'introduction, une seule fois.
- L'italique est rarement utilisé : mots en langue étrangère, titres d'œuvres, noms de bateaux, etc.
- Les citations ne sont pas en italique mais en corps de texte normal. Elles sont entourées par des guillemets français : « et ».
- Les listes à puces sont à éviter, des paragraphes rédigés étant largement préférés. Les tableaux sont à réserver à la présentation de données structurées (résultats, etc.).
- Les appels de note de bas de page (petits chiffres en exposant, introduits par l'outil «  Source ») sont à placer entre la fin de phrase et le point final[comme ça].
- Les liens internes (vers d'autres articles de Wikipédia) sont à choisir avec parcimonie. Créez des liens vers des articles approfondissant le sujet. Les termes génériques sans rapport avec le sujet sont à éviter, ainsi que les répétitions de liens vers un même terme.
- Les liens externes sont à placer uniquement dans une section « Liens externes », à la fin de l'article. Ces liens sont à choisir avec parcimonie suivant les règles définies. Si un lien sert de source à l'article, son insertion dans le texte est à faire par les notes de bas de page.
- La présentation des références doit suivre les conventions bibliographiques. Il est recommandé d'utiliser les modèles {{Ouvrage}}, {{Chapitre}}, {{Article}}, {{Lien web}} et/ou {{Bibliographie}}. Le mode d'édition visuel peut mettre en forme automatiquement les références.
- Insérer une infobox (cadre d'informations à droite) n'est pas obligatoire pour parachever la mise en page.

Pour une aide détaillée, merci de consulter Aide:Wikification.
Si vous pensez que ces points ont été résolus, vous pouvez retirer ce bandeau et améliorer la mise en forme d'un autre article.
Phyllis Forbes Dennis (née Bottome) née le 31 mai 1884 et morte le 22 août 1963 est une romancière et nouvelliste britannique.

## Biographie
Phyllis Bottome est née en 1882, à Rochester, dans le Kent, elle est la fille d'un ecclésiastique américain, le révérend William MacDonald Bottome et d'une Anglaise, Mary (Leatham) Bottome.
En 1901, à la suite du décès de sa sœur Wilmott de la tuberculose, elle tombe elle aussi malade. Elle et sa famille se rendent à St Moritz dans l'espoir d'améliorer sa santé, car l'air de la montagne était perçu comme meilleur pour les patients atteints de tuberculose.
Elle a écrit son premier roman alors qu'elle n'avait que dix-sept ans.
En 1917, à Paris, elle épouse Alban Ernan Forbes Dennis, un diplomate britannique travaillant d'abord à Marseille puis à Vienne en tant qu'agent de contrôle des passeports, une couverture pour son véritable rôle de d'agent du MI6 en charge de l'Autriche, de la Hongrie et de la Yougoslavie,. Ils s'étaient rencontrés en 1904 dans une villa de Saint-Moritz, où Bottome logeait. Forbes Dennis est décédé en juillet 1972 à Brighton.
Elle étudie la psychologie individuelle sous Alfred Adler à Vienne, .
En 1924, elle et son mari ouvre une école à Kitzbühel en Autriche. Fondée sur l'enseignement des langues, l'école se voulait une communauté et un laboratoire pédagogique pour démontrer comment la psychologie et la théorie pédagogique pouvaient guérir les maux des nations. L'un de leurs élèves les plus célèbres fut Ian Fleming, auteur des romans de James Bond. En 1960, Fleming lui écrit : « Ma vie avec vous deux est l'un de mes souvenirs les plus chers, et Dieu sait où je devrais être aujourd'hui sans Ernan. ». On a avancé que Fleming aurait été inspiré par le personnage de Mark Chalmers dans le roman d'espionnage The Lifeline pour créer le personnage James Bond, .
À la fin des années 1930, elle s'installe en Allemagne,[page à préciser] ce qui l'inspirera pour son roman : The Mortal Storm, dont l'adaptation sortie en 1940, fut le premier film à mentionner le nom d'Hitler et à se dérouler dans l'Allemagne nazie. Au total, quatre de ses œuvres — Private Worlds, The Mortal Storm, Danger Signal et The Heart of a Child — ont été adaptées au cinéma. 
En plus de ses œuvres de fiction, elle a également écrit une biographie et des ouvrages sur Alfred Adler, et une autobiographie.
Elle meurt à Londres en 1963.

## Archives
Une grande partie de ses papiers littéraires et de sa correspondance sont conservés à la British Library après avoir été acquise en 2000 (Add MSS 78832-78903). 
Une seconde partie, constituée de correspondance et de manuscrits littéraires, a été acquise par la British Library en 2005. 
La British Library détient également les Phyllis Bottome/Hodder-Salmon Papers comprenant de la correspondance, des articles et des coupures de presse concernant l'auteure.

## Livres

### Biographie
- Alfred Adler – Apôtre de la liberté . Londres 1939, Faber & Faber, 3e éd. 1957
- De la Vie, 1944, Londres, Faber & Faber. Six études des amis de l'auteur Alfred Adler, Max Beerbohm, Ivor Novello, Sara Delano Roosevelt, Ezra Pound, Margaret MacDonald Bottome.
- Le But, 1962 – son autobiographie

### Romans
- La Tour Sombre, 1916
- L'épave, 1917 (États-Unis), 1923 (Royaume-Uni)
- Un serviteur de la réalité, 1919
- Martin -pêcheur, 1922
- La femme parfaite, 1924
- La vie d'Olive Schreiner, 1924
- Vieux Vin, 1925
- Le Jugement tardif, 1926
- Le Messager des Dieux — L'histoire d'une fille d'aujourd'hui, 1927, George H. Doran Company
- Fruit étrange : Histoires, 1928
- Les pailles à vent, 1929
- Les Avances d'Harriet, 1933
- Mondes privés, 1934
- Meurtre dans l'œuf
- Passage à niveau, 1936
- La tempête mortelle, octobre 1937
- Signal de danger, 1939
- Masques et Visages, 1940
- Formidable aux tyrans, 1941
- Fierté de Londres, 1941. L'expérience d'un garçon du Blitz et de la Seconde Guerre mondiale. Sa famille est séparée par une évacuation et un bombardement détruit leur maison. Après un autre raid, il est blessé et évacué de Londres.
- Hôtel particulier de la Liberté, 1941
- Le cœur d'un enfant, 1942
- Dans la Coupe, 1943
- Survie, 1943
- La bouée de sauvetage, 1946
- Innocence et expérience, 1947
- À la recherche d'une âme, 1947
- Doigt de la fortune, 1950
- Sous la peau - L'amour n'a tracé aucune ligne de couleur lorsqu'une femme blanche est entrée dans le monde d'un nègre, 1950
- Le défi, 1953
- L'escalier secret, 1954
- Contre qui? 1954. Par hasard, un patient est amené dans un sanatorium au seuil de la mort. Comment non seulement il récupère mais parvient à influencer la vie des scientifiques qui l'ont observé est le sujet de ce roman. Au cours du livre, les personnages principaux découvrent soit qu'ils doivent penser aux autres et mettre cette pensée en pratique, soit que ces mêmes « autres » deviendront leurs ennemis et détruiront, un à un, ses relations les plus intimes.
- Eldorado Jane, 1956
- Murs de verre, 1958

### Autres
- Notre nouvel ordre ou celui d'Hitler ? Une sélection de discours de Winston Churchill, archevêque de Cantorbéry, Anthony Eden et autres , éd. par Ph. Bottome, Penguin Books Middlesex 1943